# Cultura LGBT

La bandiera arcobaleno viene generalmente usata come uno dei maggiori simboli della cultura LGBT

La cultura LGBT o LGBTQI è quella forma di cultura condivisa dalle persone lesbiche, gay, bisessuali, transgender, queer, intersessuali, non binarie e asessuali. Essa può variare ampiamente a seconda della geografia in cui si esprime e dell'identità di genere specifica dei suoi partecipanti.

## Presentazione
Elementi comuni alle culture delle persone gay, lesbiche, bisessuali e transgender coinvolte includono opere di personalità famose, tra cui anche quelle di artisti LGBT contemporanei e personaggi politici, ma anche figure storiche identificate come LGBT, seppure l'identificazione di personaggi storici con termini moderni per quel che concerne l'identità sessuale sia ancor oggi abbastanza controversa (vedi ad esempio il testo di Michel Foucault Storia della sessualità).
Nonostante questo, molte persone LGBT hanno sempre sentito una chiara affinità con tali personaggi ed il loro lavoro, artistico ma non solo, in particolare a tutti coloro che hanno affrontato la questione dell'orientamento sessuale e dell'attrazione nei confronti di persone del proprio sesso: da alcune figure mitologiche come Ganimede a figure storiche antiche quali il re e conquistatore macedone Alessandro Magno, Giulio Cesare e l'imperatore del II secolo Adriano con il suo giovane amato Antinoo e che fu da lui divinizzato dopo la tragica morte; a scrittori come Oscar Wilde, a poeti come Walt Whitman e Federico García Lorca, a romanzieri come André Gide e Marcel Proust, a letterati a tutto campo come Pier Paolo Pasolini e via dicendo.
Anche la comprensione e l'accordo con il movimento di liberazione omosessuale, l'apprezzamento positivamente ironico nei confronti di atti e fatti correlati agli stereotipi LGBT, e infine le figure e identità presenti all'interno della Comunità LGBT contribuiscono all'espansione della cultura LGBT; nel mondo europeo e nordamericano ciò potrebbe includere il Gay village, i drag king e le drag queen, il Gay Pride con la relativa sfilata e la bandiera arcobaleno.
Non tutte le persone LGBT però s'identificano con e nella cultura LGBT; questo fatto può essere dovuto alla notevole distanza geografica dai maggiori centri di sviluppo della comunità LGBT, dall'inconsapevolezza dell'esistenza d'una tal sottocultura, ma anche la paura nei confronti dello stigma sociale impresso ad una preferenza identificativa ad un orientamento sessuale non conforme alla norma vigente. I movimenti Queercore e "Gay Shame" criticano fortemente ciò che vedono attualmente come commercializzazione e ghettizzazione autoimposta della cultura LGBTQI.
In alcune città, soprattutto nell'America Settentrionale, un certo numero di persone LGBTQI hanno scelto di vivere in veri e propri quartieri gay, ossia zone abitative con un'alta percentuale relativa di residenti gay. Le diverse comunità LGBT organizzano eventi che celebrano la loro cultura come, oltre alla "Pride Parade", i Gay Games ed il "Southern Decadence" che si svolge annualmente a New Orleans.

## Cultura gay

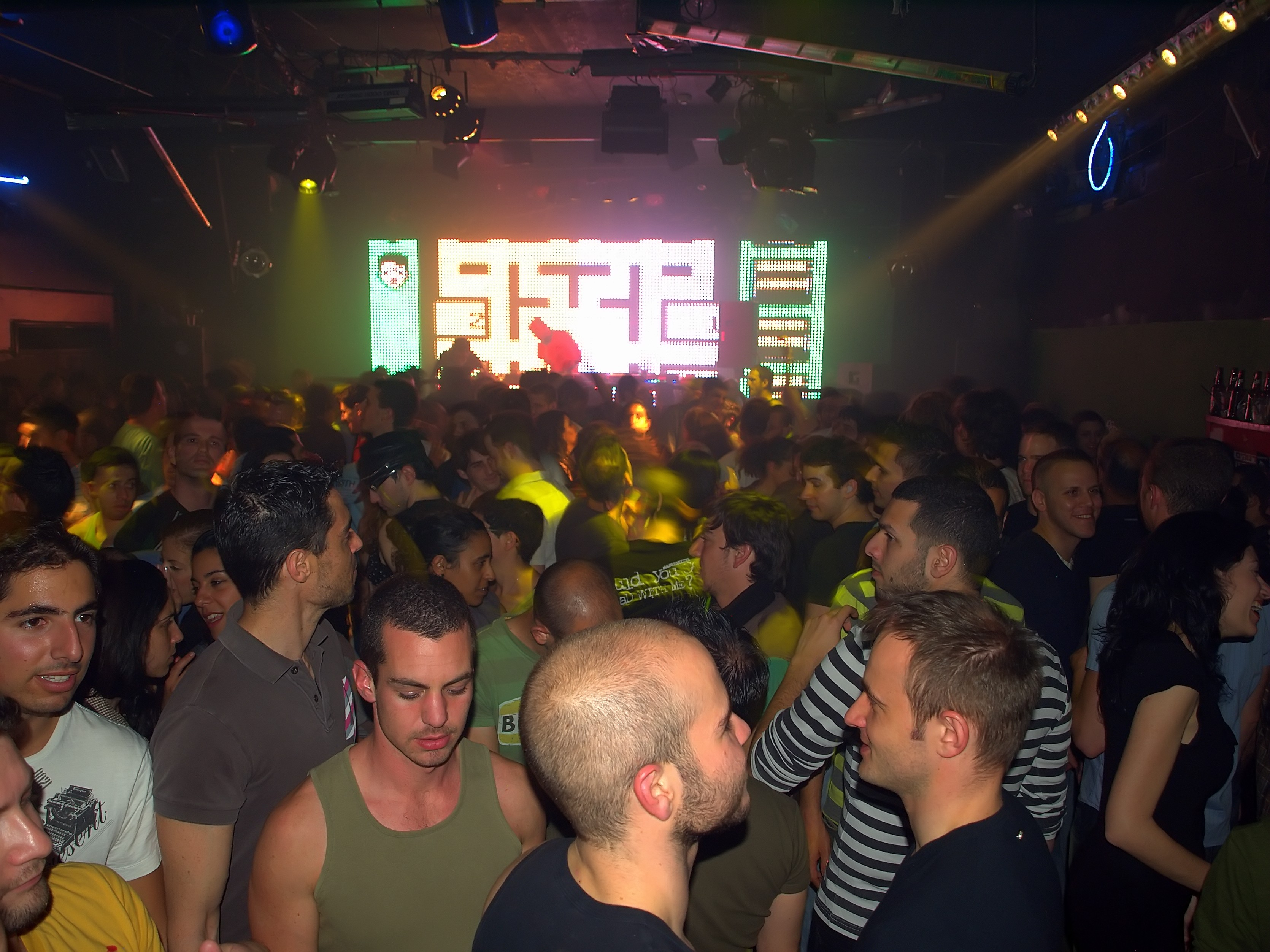
Locali e bar gay, parte integrante della subcultura omosessuale (qui a Tel Aviv).

Il termine "omosessualità" era quello principalmente utilizzato nel mondo fino alla fine degli anni '50 e i primi anni '60 (correlato al movimento omofilo); dopodiché venne ad emergere una nuova "cultura Gay" più vicina ideologicamente al nuovo movimento di liberazione omosessuale che stava spianandosi la strada: "Questa nuova cultura gay disegna sempre una gamma completa della vita sociale; non solo i desideri omosessuali, ma gli stessi gay e le persone a loro più vicine, oltre alle pratiche sociali etichettate come gay che sono un segno distintivo della nostra opulenta società postindustriale".
Nel corso del XIX secolo e nella prima metà del XX, un'autentica cultura gay non poteva che rimanere celata allo sguardo comune, basandosi su simboli segreti (come il garofano verde appuntato al petto di Wilde o l'anello infilato al dito mignolo) e codici intrecciati ad un generale contesto eterosessuale. L'influenza sociale delle persone gay in Europa e Nordamerica era all'inizio limitata principalmente alla cosiddetta cultura alta di stampo più o meno artistico.
L'associazione di uomini omosessuali con l'opera, il balletto e la coreografia, il campo della moda e dell'alta moda, la cucina, il teatro e i musical, ma anche con l'età aurea del cinema di Hollywood e il design degli interni, prese il suo avvio all'interno del mondo alto borghese e/o aristocratico del tempo; si utilizzavano questi mezzi di comunicazione per poter inviare certi determinati messaggi di "ambiguità".
Un esempio fra tutti, nel film Gli uomini preferiscono le bionde del 1953 accanto all'"eterocentrica" Marilyn Monroe esegue un numero musicale la "mora" Jane Russell; all'interno d'una palestra l'attrice canta "Anyone Here for Love" mentre una selva di uomini muscolosi danzano tra loro attorno a lei: qui i costumi degli attori maschili sono stati disegnati da un uomo, così come da un uomo è stato coreografato il balletto e i ballerini (come sottolinea lo sceneggiatore gay Paul Rudnick) "paiono molto più interessati all'evento che si sta svolgendo tra loro che alla Russell". Tuttavia, la presenza d'una tale scena viene sottoposta all'opera fortemente censoria e produce e lavora alla fin fine ad un generale tema eterocentrico.
Dopo i Moti di Stonewall del 1969 avvenuti a New York a seguito delle brutalità e violenze commesse nei loro confronti dalla polizia, la cultura gay (o sottocultura omosessuale maschile) è stata per la prima volta riconosciuta ufficialmente e mediaticamente. Nel 1980 un gruppo di sette autori gay dichiarati forma i "The Violet Quill", un centro letterario incentrato sulla scrittura della propria esperienza gay come "trama normale" dei loro libri, non più (com'era fino ad allora stato preponderante) come linea collaterale negativa all'interno d'una storia per lo più positivamente eterosessuale.
Un chiaro esempio di ciò è il romanzo Un giovane americano di Edmund White; in questo che è il primo volume di una trilogia White descrive in prima persona di come un adolescente omosessuale cresce e vive con un padre corrotto e lontano; il giovane impara così le cattive abitudini del genitore eterosessuale applicandole alla propria specificità esistenziale gay.
Un gran numero di celebrità femminili come Liza Minnelli, Jane Fonda e Bette Midler hanno speso una quantità significativa del loro tempo sociale in compagnia di uomini gay urbani, i quali sono stati popolarmente visti da quel momento in poi come sofisticati ed eleganti esempi del jet set; mentre da parte loro celebrità maschili come Andy Warhol potevano più apertamente esibire le proprie relazioni omosessuali.
Tale apertura era ancora limitata alle più ampie e più progressive aree urbane (come New York, San Francisco, Los Angeles, Seattle, Chicago, Dallas, Houston, Atlanta, Miami, Boston, Washington DC, New Orleans e Philadelphia); questo stato di cose durò fino a quando l'esplosione pandemica di AIDS non costrinse numerose celebrità popolari ad "uscire allo scoperto" (cioè a fare coming out, uno fra tutti l'attore Rock Hudson nel 1987) a causa della loro malattia, proprio tramite quello che era conosciuto in un primo momento come il "cancro dei gay".
L'individuazione di elementi più strettamente correlati alla cultura gay rispetto agli altri gruppi LGBT include la cultura pop dell'Icona gay, che ha avuto un seguito tradizionalmente maschile; basti pensare ad esempio, nell'ambito del mondo della discoteca, a Madonna, Judy Garland, Cher, Lady Gaga e Diana Ross.
La familiarità con gli aspetti della vita romantica, sessuale e sociale comune agli uomini omosessuali è un altro segno indicativo dell'appartenenza alla cultura gay: ad esempio il tipo di linguaggio informale utilizzato nella sottocultura gay britannica denominato "Polari" ed in genere tutto lo slang LGBT, la frequentazione di campeggi a tema, la conoscenza ed uso di poppers, lo stile camp e l'amicizia con Fag hag; mentre nella cultura LGBTQI dell'Asia meridionale far parte del cosiddetto "evening people" (popolo della sera, "nottambulo").
Vi sono infine tutta una serie di sottoculture all'interno della cultura gay, come per esempio la comunità ursina e i "chubbies" (sovrappeso); ma ci sono anche sottoculture con, storicamente, una vasta popolazione gay come i leather e i cultori del BDSM. Il critico gay Michael Musto ha opinato, "Io sono un duro critico della comunità gay perché dal momento in cui ho fatto coming out avevo pensato che sarei entrato a far parte di un mondo di non conformità e di individualità invece, al contrario, questo si è rivelato essere un mondo di cloni in un certo modo. Ho anche odiato il culto nei riguardi dell'abbigliamento ed accessori in stile fascista che hanno assunto certi gay per un lungo periodo".

### Relazioni
Alcuni recenti studi americani hanno constatato che la maggior parte delle coppie omosessuali di sesso maschile sono in una stretta relazione monogama. La ricerca sondaggistica finanziata dal "National Institute of Mental Health" e svolta da Colleen Hoffon su 566 coppie provenienti dalla San Francisco Bay Area ha scoperto che il 45% di queste convivevano in una relazione monogama. L'attore gay Neil Patrick Harris ha osservato: "Io sono un grande sostenitore delle relazioni monogame a prescindere dalla sessualità, e sono orgoglioso di come la nazione stia dirigendosi sempre più verso questa scelta di vita".
Nel corso degli anni '80 e '90 il disegnatore canadese Sean Martin creò un fumetto in cui i due personaggi principali (Doc and Raider) erano costituiti da una coppia gay che viveva quasi costantemente al Gay village di Toronto; sebbene sia principalmente umoristico e comico, a volte ha pure affrontato questioni più serie come l'omofobia, l'HIV e la violenza domestica. Recentemente si è aggiornato trasferendosi sul Web.

### Cultura e comunità online
Nel tempo, sono stati ideati una serie di siti web e di social network per uomini omosessuali. Inizialmente questi concentravano quasi tutta la loro attenzione sul contatto sessuale e l'eccitazione erotica; tipicamente, agli utilizzatori viene concessa una pagina di profilo personale in cui poter inserire i propri dati e ciò che preferibilmente si vuol far sapere agli altri, l'accesso diretto alle pagine degli altri membri iscritti, oltre ad un sistema di messaggistica e chat.
In seguito, alcuni tra i siti web più densamente visitati, concentrandosi maggiormente sul "social networking", smisero di dare una particolare attenzione al contatto sessuale, cominciando inoltre a vietare del tutto il contenuto sessuale esplicito; altri invece non lo fanno. È stato anche stabilita una linea dettagliata di siti che si possono considerare maggiormente in linea con l'orientamento gay.
Recenti ricerche suggeriscono che gli uomini gay nordamericani in primo luogo danno un senso alle sfide familiari e religiose attraverso lo sviluppo di supporti tra pari in linea (ad esempio, famiglie di scelta) in contrasto con la messa a fuoco dei loro alleati di famiglia, ma anche a rafforzare la famiglia esistente tramite scambi di informazioni on-line. Sono stati inoltre segnalati i benefici dati dalle sociorelazioni on-line dei partecipanti; tali risultati in gran parte vengono a contraddire un'altra ricerca indicante che l'accanita partecipazione al mondo online poteva portare a risultati negativi concernenti la salute mentale.

## Cultura lesbica
Come nel caso degli omosessuali maschi, anche la cultura lesbica include elementi specifici della più vasta cultura LGBTQI. Principalmente associata alle lesbiche europee e del mondo di lingua anglosassone e comprendente ampi eventi quali il "Michigan Womyn's Music Festival" e il "Club Skirts Dinah Shore Weekend" a Palm Springs, la cultura lesbica possiede anche le proprie icone come sono ad esempio Melissa Etheridge, la cantautrice canadese di stile "butch" k.d. lang, l'esempio androgino costituito da Ellen DeGeneres e Portia de Rossi.
La cultura lesbica, dal tardo XX secolo in poi, è stata sempre più intrecciata con l'evoluzione del femminismo. Il cosiddetto separatismo femminista di matrice lesbica è un esempio di teoria e pratica atte ad identificare gli interessi maggiormente inerenti alla storia del lesbismo, oltre a far da promozione e trampolino alle idee di una propria specifica cultura lesbica.
Tra i più antichi stereotipi LGBT riguardanti le lesbiche vi è quello inerente all'aspetto ed al portamento fisico in cui viene sottolineata la dicotomia tra donne butch o Dyke (vedi "maschiaccio") che hanno aderito agli stereotipi maschili e le "femmes" detto anche "lesbiche col rossetto" con un atteggiamento più conforme allo stereotipo della femminilità: la coppia lesbica tipica viene considerata ancora quella costituita dal connubio tra butch e femmes.
Mentre alcune donne lesbiche sono ancora o "butch" o "femme", queste categorie sono sempre meno rigide (e comuni) a mano a mano che il lesbismo entra sempre più nella norma comune. L'androginia, anche se non nuova nella cultura lesbica, si è trovata a guadagnare posizioni fin dagli anni '80 con il lancio nella scena Punk attraverso le sottoculture giovanili come il grunge, le riot grrrl, gli emo e più recentemente la moda dei pantaloni a vita bassa.

## Cultura bisessuale

La bandiera dell'orgoglio bisessuale

La cultura bisessuale sottolinea l'opposizione o l'inosservanza dell'idea fissa di sessualità e l'identità di genere monosessista (la discriminazione nei confronti della fluidità bisessuale), l'opposizione alla bifobia (odio o sfiducia della gente non-monosessuale). La bifobia è comune anche nella comunità gay, lesbica e dei diritti LGBT.
Molte persone bisessuali si considerano parte della comunità LGBT, nonostante ogni discriminazione che possono affrontare. I bisessuali appartenenti alla cultura occidentale hanno i loro testi base e di riferimento, come Bi Any Other Name: Bisexual People Speak Out (a cura di Lani Ka'ahumanu e Loraine Hutchins), Bi: Notes for a Bisexual Revolution (di Shiri Eisner) e Getting Bi: Voices of Bisexuals Around the World (edito da Robyn Ochs); il programma televisivo britannico di fantascienza Torchwood ed una varietà di personaggi come il cantante inglese ed attivista Tom Robinson, la cantante dei The Black Eyed Peas Fergie, l'attore scozzese Alan Cumming e la performer statunitense ed attivista Lady Gaga.
La bandiera dell'orgoglio bisessuale è stata progettata da Michael Page nel 1998 per dare alla comunità il proprio simbolo, paragonabile alla bandiera arcobaleno utilizzata durante il Gay Pride dalla comunità LGBT. La striscia rosa (colore) intenso nella parte superiore nella bandiera rappresenta l'attrazione nei confronti delle persone dello stesso sesso, mentre la striscia blu reale sul fondo raffigura l'attrazione verso un sesso diverso dal proprio. Le strisce si sovrappongono nel quinto cerchio della bandiera in modo da formare una profonda tonalità di lavanda (colore) (viola) che rappresenta l'attrazione nei confronti di altri generi (ad esempio persone non binarie o genderfluid) 
Il giorno celebrativo della bisessualità (Celebrate Bisexuality Day) è stato posto al 23 settembre dai membri della comunità bisessuale e dai loro sostenitori a partire dal 1999.

## Cultura transgender

Bandiera dell'orgoglio transgender

Lo studio della cultura transgender e transessuale è complicata dai molti modi in cui le culture nazionali trattano l'identità sessuale e l'orientamento sessuale e di genere. Per esempio in molte culture le persone che si sentono attratte da individui dello stesso sesso - vale a dire, quelli che nella cultura occidentale contemporanea identificheremmo come gay, lesbiche o bisessuali - sono classificati come un terzo genere a parte, come persone che (in Occidente) sarebbero classificati come transgender.
Nell'Occidente contemporaneo ci sono diversi gruppi di transgender e transessuali, come i gruppi a favore delle persone transessuali che vogliono un intervento chirurgico di riassegnazione del sesso, ma ce ne possono essere anche di marca maschile, di eterosessuali che praticano crossdressing e di gruppi composti da uomini Trans (FtM). Ci sono poi altri gruppi che comprendono tutte le persone transgender, uomini e donne trans (MtF) e le persone che non seguono un genere binario; questi ultimi sono apparsi solo negli ultimi anni.
Alcuni transgender o transessuali donne e uomini, però, non si identificano come parte di una specifica cultura "trans". Una distinzione può essere fatta tra persone transgender e transessuali che fanno conoscere il loro passato agli altri e quelli che vogliono vivere secondo la loro identità di genere e non rivelano il loro passato.

## Altri gruppi LGBT
Diversi altri segmenti della comunità LGBTQI hanno le loro associazioni e culture, tra cui la comunità dei sordi omosessuali.

### Capitalismo e mercificazione

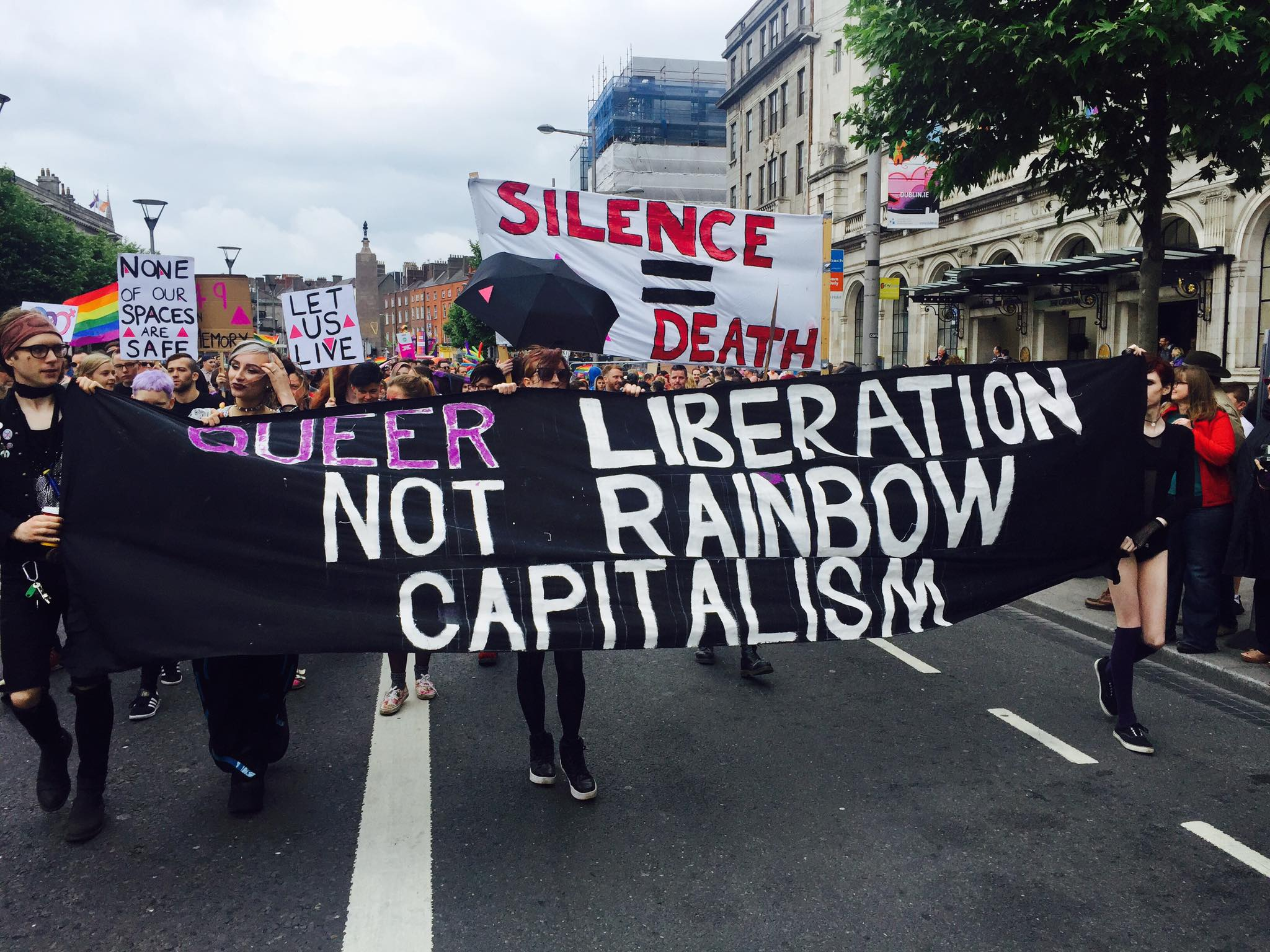
Striscioni contro la mercificazione del movimento LGBTI a Dublino.

In molte parti del mondo una varietà di gruppi politici sono sorti a denunciare il capitalismo rosa, un termine utilizzato per descrivere l'incorporazione del movimento LGBTQI e la diversità sessuale nel Capitalismo e nell'economia di mercato; tanto più che questa incorporazione nel mercato riguarda i gay, cisgender (la cisessualità), le comunità della classe media occidentale e i bianchi. Le proteste contro la mercificazione dei diritti LGBT nel mondo hanno spesso assunto la forma di "blocchi rosa" o queer all'interno elle parate del Gay Pride.
In Spagna, soprattutto dopo la nascita del movimento anti-austerità (proteste in Spagna del 2011), vari gruppi hanno tenuto manifestazioni indipendenti che richiedono la rimozione degli interessi politici ed economici dalle discussioni sull'identità di genere e i diritti dei gay

## Critiche

### Razzismo
Nel volume del 1996 del giornalista inglese Mark Simpson ed intitolato Anti-Gay vengono descritte quelle forme di intolleranza da parte della comunità gay nella sua corrente principale nei confronti dei suoi sottogruppi. il Times ha scritto che Simpson è riuscito a "sottolineare che l'oppressione e il pregiudizio non divengono legittimi solamente perché capita che siano praticati dai precedentemente oppressi".
Aiden Shaw del Time Out New York ha scritto che "grazie a Dio qualcuno ha fatto questo... cosa è successo alla nostra individualità, alle nostre differenze?" Alcuni altri autori hanno invece criticato aspramente la tesi di Simpson.

### Sciovinismo
Il ricercatore degli studi di genere Jasbir K. Puar osserva che alcune forze politiche si sono esse stesse allineate con la causa della comunità LGBTQI per giustificare posizioni di razzismo e xenofobia, soprattutto contro l'Islam. Queste posizioni sono presumibilmente basate sul pregiudizio che le persone migranti (vedi migrazione umana) siano necessariamente affette da omofobia e che la società e civiltà occidentale sia invece interamente egualitaria.
In tal modo, i diritti LGBT e la diversità sessuale vengono utilizzati per sostenere posizioni politiche contrarie all'immigrazione, essendo ciò sempre più comune tra i partiti di estrema destra.

## Bibliografia

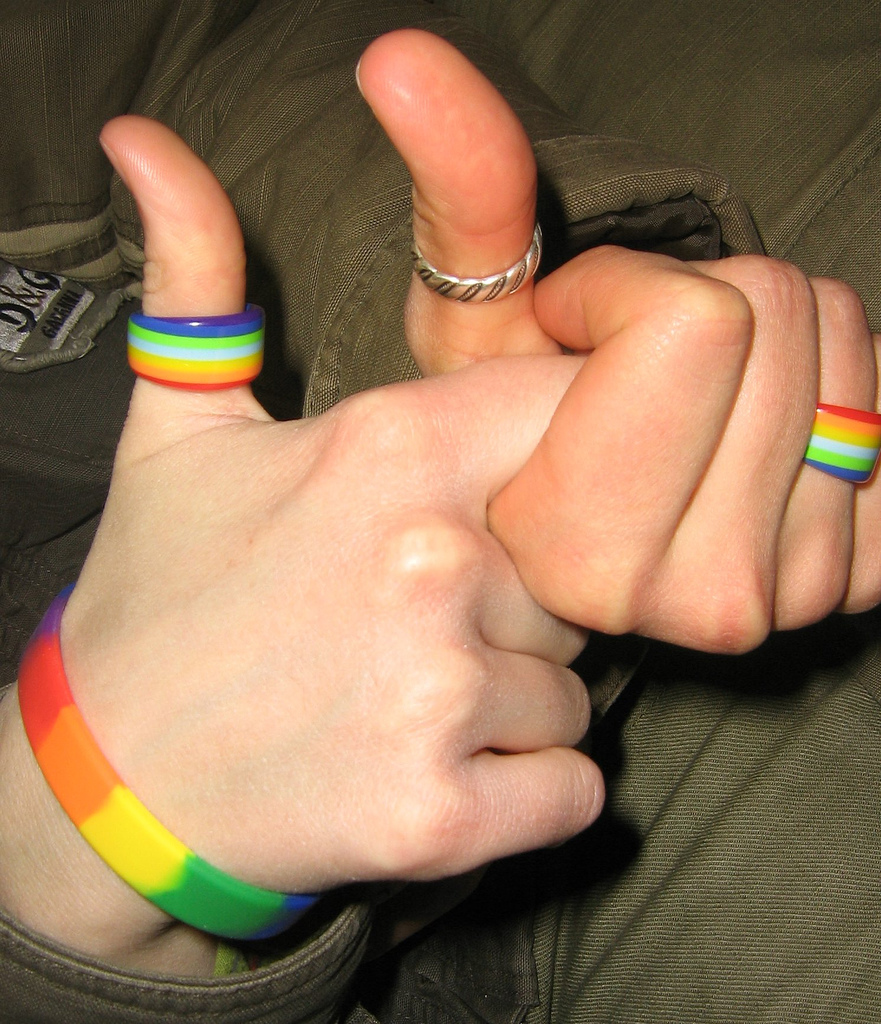
Colori arcobaleno facenti parte della simbologia LGBT.